# Démographie de Confrançon
La démographie de Confrançon, commune rurale du département de l'Ain, en région Auvergne-Rhône-Alpes, est caractérisée par une densité faible et une population en croissance modérée depuis 1968.
En 2014, Confrançon comptait 1 326  habitants, soit une évolution de 26.5 % par rapport à 2006. La commune occupait le 142e rang en nombre d'habitants sur les 419 communes que compte le département. La population est plus jeune que celle de la France métropolitaine.
L'évolution démographique, les indicateurs démographiques, la pyramide des âges, l'état matrimonial, les caractéristiques de l'emploi et le niveau de formation sont détaillés ci-après.

## Évolution démographique
L'évolution du nombre d'habitants est connue à travers les recensements de la population effectués périodiquement dans la commune depuis 1793.
Après avoir présenté un maximum en 1851 avec 1 186 habitants, la commune connaît un déclin démographique continu jusqu'en 1968 avec un minimum à 657 habitants. La population de la commune croît ensuite à nouveau modérément.
Une réforme du mode de recensement permet à l'Insee de publier les populations légales des communes annuellement à partir de 2006. Pour les communes de moins de 10 000 habitants, les recensements ont lieu tous les cinq ans, les populations légales intermédiaires sont quant à elles estimées par calcul. Le premier recensement exhaustif de la commune entrant dans le cadre de ce nouveau dispositif a eu lieu en 2006.
En 2014, Confrançon comptait 1 326  habitants, soit une évolution de 26.5 % par rapport à 2006. La commune occupait le 142e rang en nombre d'habitants sur les 419 communes que compte le département.
| 1793  | 1800  | 1806  | 1821  | 1831  | 1836  | 1841  | 1846  | 1851  |
| ----- | ----- | ----- | ----- | ----- | ----- | ----- | ----- | ----- |
| 1 150 | 1 114 | 1 122 | 1 195 | 1 324 | 1 323 | 1 401 | 1 424 | 1 486 |

| 1856  | 1861  | 1866  | 1872  | 1876  | 1881  | 1886  | 1891  | 1896  |
| ----- | ----- | ----- | ----- | ----- | ----- | ----- | ----- | ----- |
| 1 383 | 1 339 | 1 353 | 1 304 | 1 337 | 1 318 | 1 298 | 1 208 | 1 125 |

| 1901  | 1906  | 1911  | 1921 | 1926  | 1931 | 1936 | 1946 | 1954 |
| ----- | ----- | ----- | ---- | ----- | ---- | ---- | ---- | ---- |
| 1 149 | 1 119 | 1 088 | 976  | 1 016 | 923  | 936  | 887  | 781  |

| 1962 | 1968 | 1975 | 1982 | 1990 | 1999 | 2006  | 2011  | 2014  |
| ---- | ---- | ---- | ---- | ---- | ---- | ----- | ----- | ----- |
| 728  | 657  | 725  | 720  | 805  | 862  | 1 048 | 1 200 | 1 326 |

## Indicateurs démographiques

### Densité
La densité de population de Confrançon, mesurant le nombre de personnes par unité de surface, est passée de 36,2 habitants/km2 en 1968 à 61,3 en 2009. Elle est, en 2009, 1,7 fois plus faible que la densité moyenne du département de l'Ain (102,2), 2,3 fois plus faible que celle de la région Auvergne-Rhône-Alpes (141,3) et 1,9 fois que celle de la France métropolitaine (114,8).
Cet indicateur situe la commune au 206e rang au niveau départemental (sur 419 communes) et au 12 869e au niveau national (France métropolitaine), sur 36 575 communes.
|                           | Confrançon | Confrançon | Confrançon | Confrançon | Confrançon | Confrançon | Ain     | Rhône-Alpes | France     |
|                           | 1968       | 1975       | 1982       | 1990       | 1999       | 2009       | 2009    | 2009        | 2009       |
| ------------------------- | ---------- | ---------- | ---------- | ---------- | ---------- | ---------- | ------- | ----------- | ---------- |
| Population                | 657        | 725        | 720        | 805        | 862        | 1 114      | 588 853 | 6 174 040   | 62 465 709 |
| Densité moyenne (hab/km²) | 36,2       | 39,9       | 39,6       | 44,3       | 47,4       | 61,3       | 102,2   | 141,3       | 114,8      |

### Soldes naturels et migratoires
La variation moyenne annuelle de la populationa augmenté depuis les années 1970. De 1,4 % sur la période 1968-1975, elle est passée à 2,6 % sur la période 1999-2009, quand celle du département de l'Ain a baissé de 1,5 % à 1,3 %. Le solde naturel annuel, qui est la différence entre le nombre de naissances et le nombre de décès enregistrés au cours d'une même année, connaît une forte augmentation, puisque la variation annuelle due au solde naturel passe de 0,6 à 0,7. La baisse du taux de natalité, qui passe de 17,8 % à 14,2 %, est en fait relativement compensée par la baisse du taux de mortalité, qui parallèlement passe de 10,9 à 8,6.
Le flux migratoire est en hausse, le taux annuel passant de 0,8 à 1,9 %, traduisant une hausse des implantations nouvelles dans la commune.
Le taux de natalité est passé de 17,8 ‰ sur la période 1968-1975 à 14,2 ‰ sur la période 1999-2009. Celui du département était sur la période 1999-2009 de 12,5 ‰ et celui de la France métropolitaine de 12,8 ‰.
Le taux de mortalité est quant à lui passé de 11,9 ‰ sur la période 1968-1975 à 7,2 ‰ sur la période 1999-2009. Celui du département était sur cette dernière période de 7,6 ‰ et celui de la France de 8,8 ‰.
Evolution sur la période 1968-2009
|             |                                                    | 1968 à 1975 | 1975 à 1982 | 1982 à 1990 | 1990 à 1999 | 1999 à 2009 |
| ----------- | -------------------------------------------------- | ----------- | ----------- | ----------- | ----------- | ----------- |
| Commune     | Variation annuelle moyenne de la population (en %) | 1,4         | -0,1        | 1,4         | 0,8         | 2,6         |
| Commune     | - due au solde naturel (en %)                      | 0,6         | 0           | 0,2         | 0,5         | 0,7         |
| Commune     | - due au solde apparent des entrées sorties (en %) | 0,8         | -0,1        | 1,2         | 0,3         | 1,9         |
| Commune     | Taux de natalité (en ‰)                            | 17,8        | 11          | 11,1        | 13          | 14,2        |
| Commune     | Taux de mortalité (en ‰)                           | 11,9        | 11          | 9,4         | 8           | 7,2         |
| Département | Variation annuelle moyenne de la population (en %) | 1,5         | 1,5         | 1,5         | 1           | 1,3         |
| France      | Variation annuelle moyenne de la population (en %) | 0,8         | 0,5         | 0,5         | 0,4         | 0,7         |

Mouvements naturels sur la période 1999-2009

## Âge de la population

### Indice de jeunesse
La population de Confrançon présente en 2009 une structure par grands groupes d'âge légèrement plus jeune que celle de la France métropolitaine. Il existe en effet cent cinquante-sept jeunes de moins de 20 ans pour cent personnes de plus de 60 ans, alors que pour la France l'indice de jeunesse, qui est égal à la division de la part des moins de 20 ans par la part des plus de 60 ans, est de 1,06. L'indice de jeunesse de la commune est également supérieur à celui du département (1,31) et à celui de la région (1,15).
Le taux des personnes de 60 ans et plus de la commune est resté stable entre 1999 et 2009, au niveau de 18 %, alors que parallèlement les populations du département et de la France ont quant à elles vieilli, passant respectivement de 18 à 20 % pour le Département et de 20 à 23 % pour la France métropolitaine.
|                    | Confrançon | Ain  | Rhône-Alpes | France |
| ------------------ | ---------- | ---- | ----------- | ------ |
| Ensemble           | 100        | 100  | 100         | 100    |
| moins de 20 ans    | 27,9       | 26,5 | 24,9        | 23,8   |
| de 20 à 59 ans     | 33,3       | 53,3 | 53,6        | 53,6   |
| 60 ans ou plus     | 17,8       | 20,2 | 21,6        | 22,6   |
| Indice de jeunesse | 1,57       | 1,31 | 1,15        | 1,06   |

|                | Confrançon | Confrançon | Confrançon | Confrançon | Ain  | Ain  | France | France |
|                | 2009       | 2009       | 1999       | 1999       | 2009 | 1999 | 2009   | 1999   |
| -------------- | ---------- | ---------- | ---------- | ---------- | ---- | ---- | ------ | ------ |
|                | nb         | %          | nb         | %          | %    | %    | %      | %      |
| Ensemble       | 1114       | 100        | 862        | 100        | 100  | 100  | 100    | 100    |
| 0-14 ans       | 256        | 23         | 187        | 22         | 21   | 21   | 18     | 19     |
| 15-29 ans      | 185        | 17         | 162        | 19         | 17   | 19   | 19     | 20     |
| 30-44 ans      | 278        | 25         | 215        | 25         | 22   | 23   | 20     | 22     |
| 45-59 ans      | 198        | 18         | 144        | 17         | 20   | 19   | 20     | 18     |
| 60-74 ans      | 130        | 12         | 102        | 12         | 13   | 12   | 14     | 13     |
| 75 ans ou plus | 68         | 6          | 52         | 6          | 7    | 6    | 9      | 7      |

 1999 2009

### Pyramide des âges
La pyramide des âges, à savoir la répartition par sexe et âge de la population, de la commune de Confrançon en 2009 ainsi que, comparativement, celle du département de l'Ain la même année, sont représentées avec les graphiques ci-dessous.
La population de la commune comporte 51,1 % d'hommes et 48,9 % de femmes. La tranche pour laquelle le déséquilibre est le plus prononcé en faveur des femmes est la tranche.

## État matrimonial
En 2009, la commune comptait 37,7 % de célibataires, 51,5 % de personnes mariées, 4,7 % de veufs ou veuves et 6,2 % de divorcé(e)s. Le taux de personnes mariées apparaît ainsi inférieur à celui du département (52,5 %) et supérieur à celui de la France (47,5 %).
|               | Confrançon | Confrançon | Confrançon | Ain    | France |
| ------------- | ---------- | ---------- | ---------- | ------ | ------ |
|               | Hommes     | Femmes     | Total      | Total  | Total  |
| Célibataires  | 39,5 %     | 35,8 %     | 37,7 %     | 33,3 % | 37,5 % |
| Marié(e)s     | 51,3 %     | 51,8 %     | 51,5 %     | 52,5 % | 47,5 % |
| Veufs, veuves | 1,8 %      | 7,5 %      | 4,7 %      | 6,8 %  | 7,7 %  |
| Divorcé(e)s   | 7,4 %      | 4,9 %      | 6,2 %      | 7,4 %  | 7,4 %  |

## Emploi
En 2009, les employés représentaient, avec 193 emplois, la catégorie socioprofessionnelle la plus importante de la population active de la commune (22,8 % contre 16,1 au niveau départemental). En 1999, ils étaient 116 et représentaient 17,6 % de la population active.
La commune comptait par ailleurs, en 2009, 189 retraités, soit 22,4 % de la population de la commune et 4,9 % de moins que le taux départemental. Cet écart s'est toutefois réduit par rapport à celui de 1999 puisqu'il était alors de 0 %.
|                                                   | Confrançon | Confrançon | Confrançon | Confrançon | Ain  | Ain  | France | France |
| ------------------------------------------------- | ---------- | ---------- | ---------- | ---------- | ---- | ---- | ------ | ------ |
| 2009                                              | 2009       | 1999       | 1999       | 2009       | 1999 | 2009 | 1999   |        |
| nb                                                | %          | nb         | %          | %          | %    | %    | %      |        |
| Ensemble                                          | 847        | 100        | 660        | 100        | 100  | 100  | 100    | 100    |
| Agriculteurs exploitants                          | 11         | 1,3        | 24         | 3,6        | 0,9  | 1,4  | 1      | 1,4    |
| Artisans, commerçants, chefs d'entreprise         | 33         | 3,9        | 20         | 3          | 3,7  | 4,2  | 3,3    | 3,5    |
| Cadres et professions intellectuelles supérieures | 41         | 4,8        | 24         | 3,6        | 8    | 5,9  | 8,7    | 6,7    |
| Professions intermédiaires                        | 160        | 18,9       | 72         | 10,9       | 15,5 | 13,2 | 13,9   | 12,1   |
| Employés                                          | 193        | 22,8       | 116        | 17,6       | 16,8 | 16,1 | 16,6   | 16,5   |
| Ouvriers                                          | 152        | 18         | 132        | 20         | 16,8 | 18,6 | 13,5   | 14,9   |
| Retraités                                         | 189        | 22,4       | 148        | 22,4       | 24,2 | 20,9 | 26,2   | 22,4   |
| Autres personnes sans activité professionnelle    | 67         | 7,9        | 124        | 18,8       | 14   | 19,8 | 16,9   | 22,6   |

 1999 2009

## Niveau de formation
Le taux de personnes non scolarisées sans diplôme a diminué entre 1999 (14,2 %) et 2009 (9,5 %). Il est inférieur à celui de l'Ain (17,1 %) et à celui de la France métropolitaine (18,3 %).
Parallèlement le taux de personnes titulaires d'un diplôme de l'enseignement supérieur long est passé de 4 % en 1999 à 6,7 % en 2009, un taux inférieur à celui de l'Ain (10,6 %) et au taux national relatif à la France métropolitaine (12,7 %).
|                                                           | Confrançon | Confrançon | Confrançon | Confrançon | Ain  | Ain  | France | France |
| --------------------------------------------------------- | ---------- | ---------- | ---------- | ---------- | ---- | ---- | ------ | ------ |
| 2009                                                      | 2009       | 1999       | 1999       | 2009       | 1999 | 2009 | 1999   |        |
| nb                                                        | %          | nb         | %          | %          | %    | %    | %      |        |
|                                                           | 789        | 100        | 607        | 100        | 100  | 100  | 100    | 100    |
| Aucun diplôme                                             | 75         | 9,5 %      | 86         | 14,2 %     | 17,1 | 18,4 | 18,3   | 20     |
| Titulaires du certificat d'études primaires               | 113        | 14,4 %     | 141        | 23,2 %     | 11,2 | 18,4 | 11,1   | 17,6   |
| Titulaires du BEPC, brevet des collèges                   | 38         | 4,8 %      | 29         | 4,8 %      | 5,7  | 7,4  | 6,3    | 8,1    |
| Titulaires d'un CAP ou d'un BEP                           | 227        | 28,8 %     | 198        | 32,6 %     | 26,5 | 27,6 | 24     | 25     |
| Titulaires d'un baccalauréat ou d'un brevet professionnel | 155        | 19,6 %     | 68         | 11,2 %     | 16,4 | 12,4 | 15,9   | 12,1   |
| Titulaires d'un diplôme de l'enseignement supérieur court | 127        | 16,1 %     | 61         | 10 %       | 12,5 | 8,8  | 11,8   | 8,5    |
| Titulaires d'un diplôme de l'enseignement supérieur long  | 53         | 6,7 %      | 24         | 4 %        | 10,6 | 7    | 12,7   | 8,8    |

 1999 2009